# A Disciple of Darwin
A Disciple of Darwin è un cortometraggio muto del 1912 diretto da Frank Wilson.
Non si conoscono altri dati del film, andato distrutto nel 1924 dallo stesso produttore, Cecil M. Hepworth che, in gravi difficoltà finanziarie, giunse a tanto per poter recuperare il nitrato d'argento della pellicola.

## Produzione
Il film fu prodotto dalla Hepworth.

## Distribuzione
Fu distribuito dalla Hepworth.